# کالاگره‌ریمائیبه
کالاگره‌ریمائیبه شهری در شهرستان زیمتنگا در استان بام در بورکینافاسوی شمالی است و جمعیت آن ۵۳۹ نفر است.